# 880

## Починали
- Ал-Фаргани, персийски астроном